# Municipio de Ellington (Illinois)
El municipio de Ellington (en inglés: Ellington Township) es un municipio ubicado en el condado de Adams en el estado estadounidense de Illinois. En el año 2010 tenía una población de 2855 habitantes y una densidad poblacional de 32,14 personas por km².

## Geografía
El municipio de Ellington se encuentra ubicado en las coordenadas 39°59′14″N 91°18′52″O / 39.98722, -91.31444. Según la Oficina del Censo de los Estados Unidos, el municipio tiene una superficie total de 88.84 km², de la cual 88,76 km² corresponden a tierra firme y (0,09 %) 0,08 km² es agua.

## Demografía
Según el censo de 2010, había 2855 personas residiendo en el municipio de Ellington. La densidad de población era de 32,14 hab./km². De los 2855 habitantes, el municipio de Ellington estaba compuesto por el 96,85 % blancos, el 0,81 % eran afroamericanos, el 0,18 % eran amerindios, el 0,46 % eran asiáticos, el 0,28 % eran de otras razas y el 1,44 % eran de una mezcla de razas. Del total de la población el 1,51 % eran hispanos o latinos de cualquier raza.